# サムウェア・ニュー
サムウェア・ニュー (Somewhere New) はオーストラリアのポップ・ロックバンド、ファイヴ・セカンズ・オブ・サマーの2枚目のEP。2012年12月7日にリリースされる。ファーストシングル『Out of My Limit』が収録されている。
トラック3の『Beside You』はデビューアルバム『5 Seconds of Summer』のトラック7に別バージョンとして収録されている。また、トラック4の『Gotta Get Out』はEP『Unplugged』に収録されているもののアコースティックバージョンとなっている。

## 収録曲
| #  | タイトル            | 作詞・作曲                                                                        | 時間 |
| -- | ------------------- | --------------------------------------------------------------------------------- | ---- |
| 1. | 「Unpredictable」   | カラム・フッド ルーク・ヘミングス ジョエル・チャップマン クリスチャン・ロ・ルッソ | 3:05 |
| 2. | 「Out of My Limit」 | カラム・フッド ルーク・ヘミングス                                                 | 3:14 |
| 3. | 「Beside You」      | カラム・フッド ルーク・ヘミングス ジョエル・チャップマン クリスチャン・ロ・ルッソ | 3:44 |
| 4. | 「Gotta Get Out」   | カラム・フッド                                                                    | 3:43 |